# Primeiro-ministro da Eslováquia
O Presidente do Governo da República Eslovaca (em eslovaco: Predseda vlády Slovenskej republiky), comumente referido na Eslováquia como Predseda vladí (Presidente do Governo) ou informalmente como Premiér (Primeiro-Ministro), é o chefe de governo da Eslováquia e o terceiro cargo constitucional após o presidente da Eslováquia e o presidente do Conselho Nacional. O cargo foi criado em 1969 e, desde essa data, houve 14 primeiros-ministros. Desde 1993, ano de sua independência, a Eslováquia já teve sete primeiros-ministros (cinco personalidades, apenas). Em 25 de outubro de 2023, Robert Fico tornou-se o 12.º e atual primeiro-ministro.

## História
O cargo de primeiro-ministro foi estabelecido em 1969 pela Lei Constitucional da Federação. Contudo, um cargo semelhante existia já desde 1918, tendo várias personalidades presidido a órgãos governamentais executivos da parte eslovaca da Checoslováquia ou da República Eslovaca (1939–1945). Desde 1993, quando se estabeleceu a República Eslovaca, cinco pessoas ocuparam o cargo.

## Função
Sendo a Eslováquia uma república parlamentar, o primeiro-ministro é responsável perante o Conselho Nacional. A Constituição Eslovaca obriga a que depois da assunção do cargo e durante a duração do seu cargo, o primeiro-ministro tem de garantir a confiança do parlamento. No momento em que o primeiro-ministro perca a confiança, o presidente é obrigado a demiti-lo e a indigitar um novo primeiro-ministro ou encarregar o mesmo para servir como primeiro-ministro em funções, com poderes limitados.
O primeiro-ministro é o cargo com mais poder na Eslováquia, já que comanda e preside sobre o governo da Eslováquia. Apesar de ser o presidente quem nomeia os ministros do Gabinete, o presidente nomeia-os após recomendação do primeiro-ministro.